# Унгурени (Татарашти)
Унгурени (рум. Ungureni) насеље је у Румунији у округу Бакау у општини Татарашти. Oпштина се налази на надморској висини од 200 m.

## Становништво
Према подацима из 2011. године у насељу је живело 100 становника.